# Schlacht um Hongkong
1941

Thailand – Malaiische Halbinsel – Pearl Harbor – Hongkong – Philippinen – Guam – Wake – Force Z – Borneo
1942

Burma – Rabaul – Singapur – Sumatra – Timor – Australien – Java – Salamaua–Lae – Bougainville/Buka – Shortland-Inseln – Indischer Ozean – Port Moresby – Tulagi – Korallenmeer – Midway – Nordamerika – Buna-Gona – Kokoda-Track – Nauru/Ocean Island
Die Schlacht um Hongkong (chinesisch 香港保衛戰 / 香港保卫战 – „Verteidigungsschlacht von Hongkong“) war eine der ersten Schlachten des Pazifikkriegs und fand unmittelbar nach Kriegsbeginn im Dezember 1941 statt. Die zahlenmäßig überlegenen japanischen Truppen eroberten die britische Kolonie innerhalb von 18 Tagen.

## Hintergrund
Die Eroberung Hongkongs bildete einen Teil der Operationen der japanischen Streitkräfte zu Beginn des Pazifikkrieges, mit dem das Japanische Kaiserreich die außerasiatischen Kolonialmächte aus Ostasien ausschließen und seine hegemonialen Ambitionen in dieser Weltregion verwirklichen wollte. Den Hintergrund bildeten die seit den frühen 1930er Jahren (Mandschurei-Krise) geführten japanischen Eroberungszüge in der Republik China, die seit dem Sommer 1937 zum Zweiten Japanisch-Chinesischen Krieg eskaliert waren. Angetrieben von dem Glauben an eine „heilige Mission“ Japans in Asien versuchte das Land, das weitaus bevölkerungsreichere, aber unterentwickelte China seinen Zielen zu unterwerfen. Der maßgeblich vom Militär ausgelöste „China-Vorfall“ (japanisch 支那事變) bildete seit 1937 einen Brennpunkt der internationalen Politik und mündete direkt in den Pazifikkrieg, der Teil des weltumspannenden Zweiten Weltkrieges war.
Hongkong, geschützt durch seinen Status als britische Kronkolonie, war eine der wenigen Lebenslinien zur Außenwelt, über die China nach den japanischen Besetzungen der meisten chinesischen Außenhandelshäfen noch verfügte. Im Jahre 1940 liefen noch rund 40 Prozent der chinesischen Einfuhren von Kriegsmaterial über Hongkong. Im Oktober 1938 waren japanische Truppen in der Daya-Bucht, rund 50 Kilometer nordöstlich von Hongkong gelandet und hatten mit der Canton-Operation das benachbarte Kanton besetzt. In der folgenden Zeit kam es immer wieder zu Grenzzwischenfällen und Hunderttausende chinesische Zivilisten flohen in die relative Sicherheit Hongkongs. Im Januar 1939 besetzten die Japaner zusätzlich die Insel Hainan, rund 300 Kilometer südwestlich von Hongkong, und planten dort die Errichtung einer größeren Marinebasis. In der britischen Militärführung wuchsen somit die Befürchtungen, Japan werde den im September 1939 in Europa zwischen Großbritannien und Frankreich einerseits und Deutschland andererseits ausgebrochenen Krieg nutzen, um den Briten Hongkong zu entreißen.
Die reguläre Garnison von Hongkong bestand Ende der 1930er Jahre aus vier Infanteriebataillonen (zwei britisch und zwei indisch), fünf Küstenartilleriebatterien, zwei Feldartillerieregimentern, zwei Kompanien Pioniere und einer Nachrichtenkompanie. Zusätzlich gab es eine lokale Miliz, die Hong Kong Volunteer Defence Force, in Stärke von rund 1700 Mann. Diese Truppen standen seit November 1938 unter dem Befehl des in Kanada geborenen britischen Generalmajors Arthur Grasett. Nach dem Fall Frankreichs im Sommer 1940 hatte die britische Führung unter Winston Churchill entschieden, Hongkong lediglich als einen Außenposten zu behandeln, der zwar verteidigt werden sollte, aber im Falle eines Krieges gegen Japan unmöglich zu halten sein würde. Grasett widersprach dieser Ansicht und fand Unterstützung bei Air Chief Marshal Robert Brooke-Popham, dem Oberbefehlshaber des britischen Fernostkommandos ab November 1940, sowie Konteradmiral Tom Spencer Vaughan Phillips, dem stellvertretenden Chef des britischen Admiralstabs. Die Gin Drinkers Line in den New Territories wurde verstärkt sowie Luftschutzbunker und Küstenbefestigungen an der Nordküste der Insel wurden errichtet.
Ende Januar 1941 kündigte Japan einseitig ein franko-japanisches Abkommen über die gemeinsame Verteidigung Französisch-Indochinas an, worauf Großbritannien und die USA mit ökonomischen Sanktionen reagierten. Die Lage spitzte sich im Laufe des Jahres weiter zu und im Sommer 1941 war absehbar, dass es zum Krieg kommen würde.

## Planung und eingesetzte Kräfte der Japaner
Am 6. November 1941 befahl das japanische Hauptquartier von Heer und Marine dem Oberbefehlshaber der China-Expeditionsarmee Hata Shunroku, eine Operation zur Einnahme Hongkongs zu planen. Diese sollte von rund 50.000 Mann der japanischen 23. Armee unter Sakai Takashi mit der 38. Division als Hauptstreitmacht und mit Unterstützung durch die Marine und Luftwaffe durchgeführt werden. Die Operation sollte am ersten Tag des Krieges beginnen, sobald Nachrichten von der erfolgreichen Invasion der Malaiischen Halbinsel vorlägen. Die 38. Division sollte die Grenze bei Shenzhen überschreiten und den Berg Tai Mo Shan besetzen. Eine Marinelandungsabteilung sollte um die Insel Tsing Yi operieren. Nach der vollständigen Einnahme der Halbinsel Kowloon sollte die 38. Division an der Nordseite von Hong Kong Island landen. An der Südseite sollte ein Scheinangriff durchgeführt werden, um die Verteidiger zu verwirren.
Einzusetzende japanische Bodenkräfte waren (neben der 38. Division unter Sano Tadayoshi):
- 1 verstärktes Infanterieregiment
- 2 selbstständige Panzerabwehrabteilungen
- 1 selbstständiges Gebirgsartillerieregiment
- 1 schweres Feldartillerieregiment
- 1 schwere Feldartillerieabteilung
- 1 Mörserabteilung
- 3 selbstständige Pionierregimenter, davon 1 mit Spezialausrüstung für Landungsoperationen

Hinzu kamen als Belagerungskräfte:
- 1 Artilleriehauptquartier
- 1 schweres Artillerieregiment mit Typ 45 24-cm-Haubitzen
- 1 selbstständige schwere Artillerieabteilung mit 15-cm-Kanonen
- 1 selbstständige Mörserabteilung

sowie logistische Einheiten.
Die Heeresfliegerkräfte stellten:
- je 1 Staffel Aufklärungs- und Jagdflugzeuge
- 1 leichtes Bomberregiment
- 1 Flugplatzabteilung

Die Marine war mit den Hauptkräften der 2. China-Expeditionsflotte beteiligt.
Die Bodentruppen der Japaner begannen am 1. Dezember ihren getarnten Marsch aus der Gegend von Kanton an die Grenze zu den Northern Territories bei Shenchuanhsu.

## Kräfte der Verteidiger von Hongkong

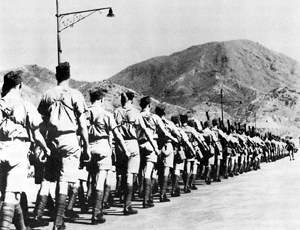
Kanadische Truppen in Hongkong, 1941

Die britischen Kräfte bei der Verteidigung von Hongkong wurden von Generalmajor Christopher Maltby befehligt, der Grasett im Sommer 1941 abgelöst hatte. Grasett war über Kanada nach England zurückgereist und spielte eine Rolle bei der Vermittlung des Angebots der kanadischen Regierung, die Garnison von Hongkong mit zwei kanadischen Bataillonen zu verstärken. Die sogenannte „C“ Force erreichte Hongkong am 16. November 1941. Damit befanden sich zum Zeitpunkt des Kriegsausbruchs folgende Einheiten in Hongkong:
- 1st Middlesex
- 2nd Royal Scots
- 5/7th Rajputs
- 2/14th Punjabis
- Royal Rifles of Canada
- Winnipeg Grenadiers
- Hong Kong Volunteer Defence Corps
- Detachment, Royal Artillery
- Detachment, Hong Kong and Singapore Royal Artillery
- verschiedene Unterstützungseinheiten

Diese Truppen in Stärke von rund 14.000 Mann wurden nach der Ankunft der Kanadier aufgeteilt in die Mainland Brigade unter Brigadier Cedric Wallis und die Island Brigade unter Brigadier John K. Lawson.

## Verlauf

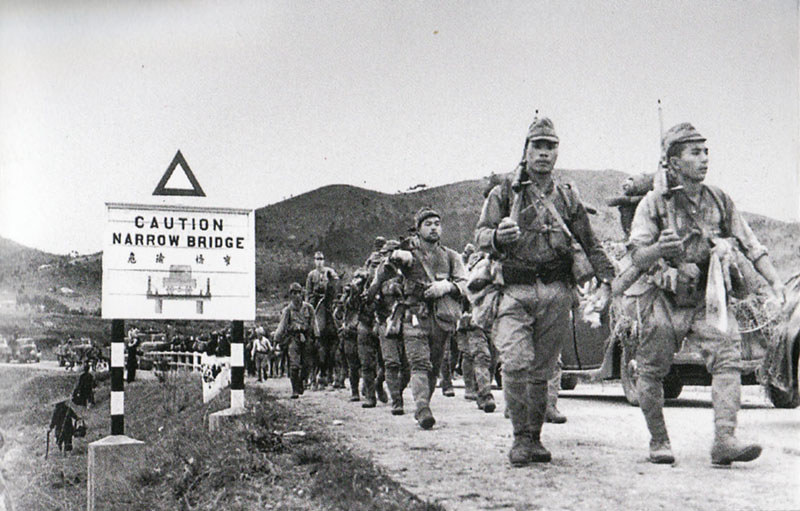
Truppen des japanischen 228. Regiments auf dem Marsch

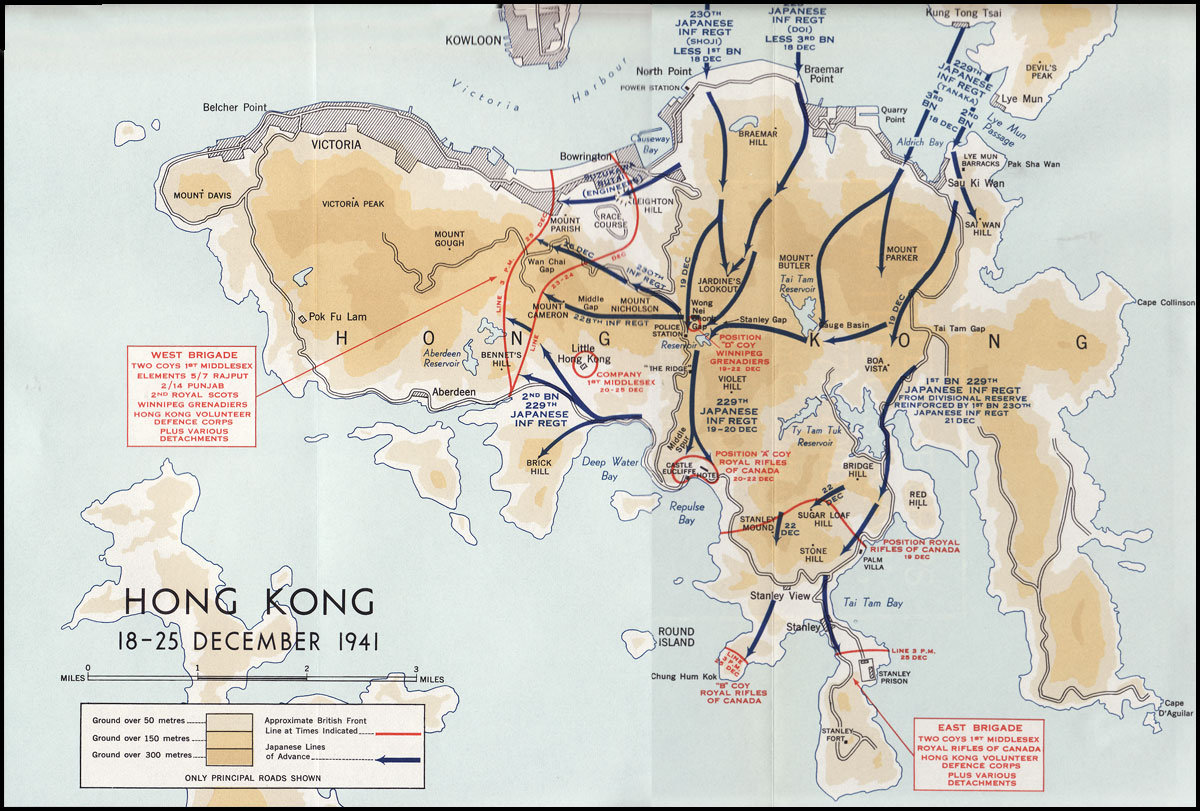
Verlauf der Kämpfe auf Hong Kong Island, 18.–25. Dezember 1941

Am 8. Dezember um 04:00 Ortszeit erging der Befehl der 23. Armee zum Angriff. Die Operation begann mit Luftangriffen auf den Flughafen Kai Tak, wo einige britische Flugzeuge am Boden zerstört werden konnten. Die Bodentruppen, die nur auf geringen Widerstand stießen, erreichten am ersten Tag der Operation Yuen Long und Tai Po. Am folgenden Tag ordnete das Armeekommando an, den Angriff auf die britische Hauptverteidigungslinie vorzubereiten, wofür etwa eine Woche veranschlagt wurde. Der Hauptangriff sollte auf das Höhengebiet südwestlich des Shing-Mun-Stausees erfolgen. Nachdem Aufklärungsvorstöße die Schwäche der britischen Verteidigung offengelegt hatten, wurde schon am 11. Dezember die Linie an mehreren Stellen durchbrochen. Die Briten begannen mit ihrer Evakuierung des Festlands. Am selben Tag wurde die Insel Tsing Yi erobert, am folgenden Tag die Linie Kowloon City–Flughafen Kai Tak–Tseng Lan Shu erreicht. Bis zum 14. Dezember war die Halbinsel Kowloon fest in japanischer Hand. Der überraschend schnelle Vormarsch der Japaner ließ sie glauben, den Angriff auf die Insel im unmittelbaren Anschluss an die Operationen auf dem Festland durchführen zu können. Den Verteidigern sollte keine Zeit gelassen werden, sich neu zu gruppieren. Dennoch dauerte es mehrere Tage, bis das schwere Gerät und die Landungsboote herangeschafft waren.

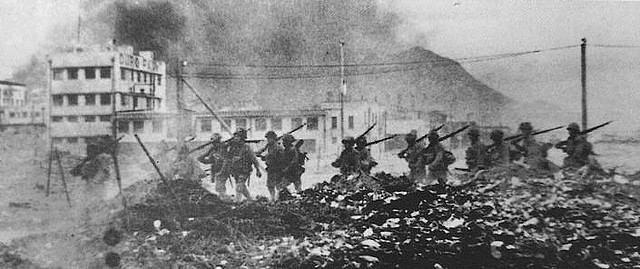
Bei North Point gelandete japanische Truppen

In der Nacht zum 19. Dezember führte die japanische Marine ihren Scheinangriff im Süden der Insel durch, während gleichzeitig die Belagerungsartillerie die Nordküste mit ihrem Feuer belegte. Gegen 21:00 Uhr landeten die Truppen der 38. Division und begannen ihre Operationen auf der Ostseite der Insel. Die Briten, die ihre Kräfte nun in eine Ost- und eine West-Brigade umgruppiert hatten, verloren am 19. Dezember das Hauptquartier der Ost-Brigade, deren Kommandeur Lawson fiel. Die Verteidiger zogen sich nach Süden auf den Mount Nicholson zurück. Die schwere Gegenwehr und das schwierige Gelände führten an diesem Tag zu einiger Konfusion unter den japanischen Einheiten. Am 20. Dezember wurde die japanische Artillerie auf die Insel nachgezogen und die Lage stabilisierte sich für die Japaner. Sie richteten ihr Augenmerk nun auf die Westhälfte der Insel und brachten die übriggebliebenen Verteidiger schließlich am 25. Dezember zur Kapitulation, die von Gouverneur Mark Aitchison Young im Peninsula Hotel in Kowloon vollzogen wurde. Eine Evakuierung über See war nach der Vernichtung der Force Z durch japanische Flugzeuge am 10. Dezember nicht mehr möglich.

## Verluste und Folgen

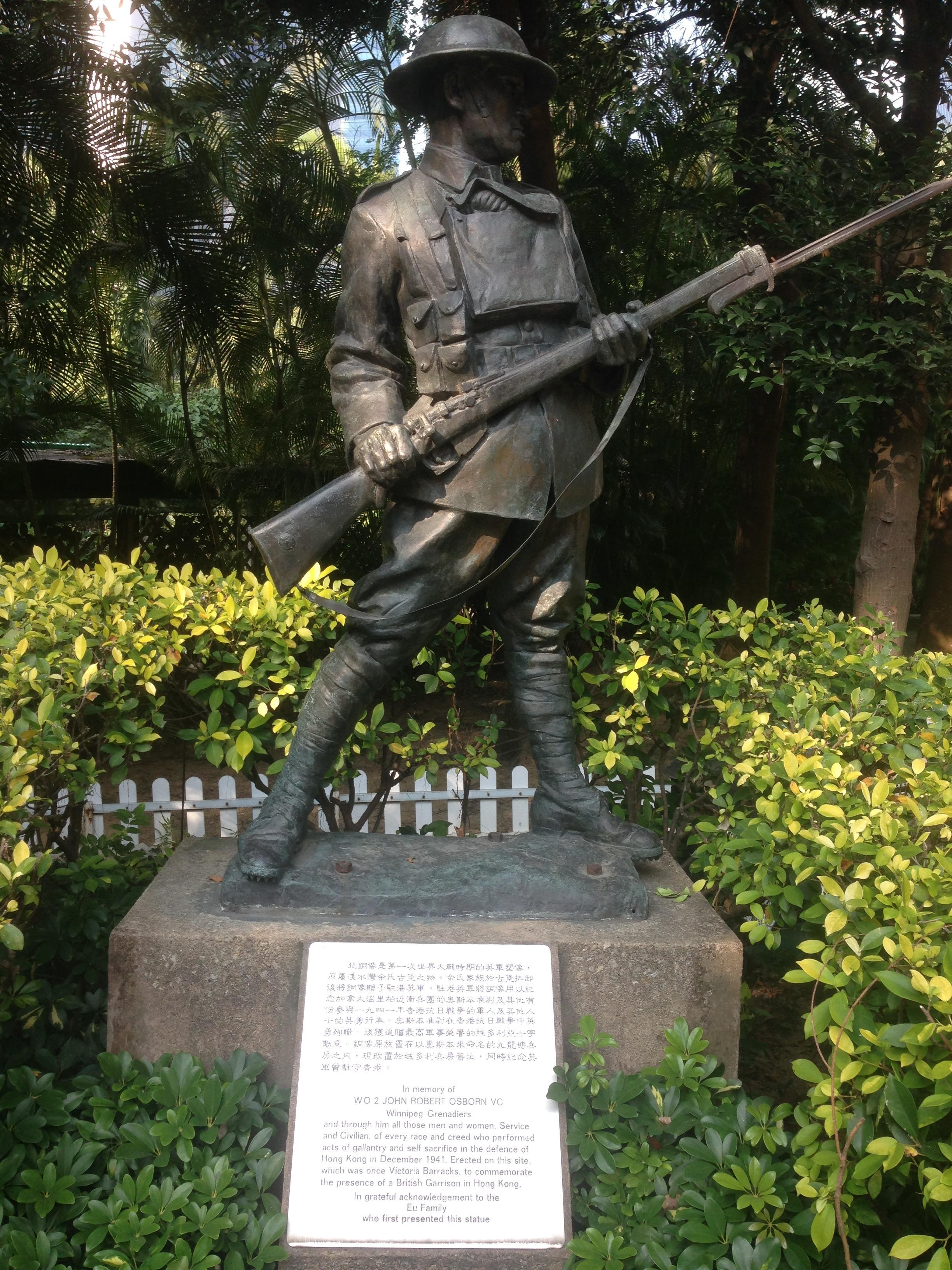
Gedenkstatue im Hong Kong Park – Verteidiger von Hongkong 1941

Die japanische Seite gab ihre Verluste in einer Publikation aus den 1950er Jahren mit 675 Gefallenen und 2079 Verwundeten an. Die britische Seite gab ihre eigenen Verluste mit 2113 Toten und mindestens 1332 Verwundeten an, Tausende weitere gerieten in Kriegsgefangenschaft. Im Zuge der Kampfhandlungen kam es zu Vergewaltigungen und Tötung von Zivilisten und Krankenschwestern der britischen Armee sowie zur Tötung von Kriegsgefangenen und Verwundeten der Verteidiger.
Für die britische Kolonie begann eine über dreieinhalbjährige Besatzungszeit, die im August 1945 endete. Wie auch in anderen Gebieten Chinas gab es in Hongkong eine aktive Widerstandsbewegung, die aus dem Untergrund operierte.